# 堀内紀子
堀内 紀子（ほりうち としこ、1940年 - ）は、東京に生まれカナダを拠点とする造形作家。
テキスタイル・アーテイストとして布の特質を分析する中で、布と人間の関わり合いに注目し、子供達が遊べる遊具としての作品（プレイ・スカルプチャー）を手掛けるようになる。結婚後はマッカーダム（MacAdam）姓でも活動する。

## 略歴
1940年東京に生まれ、幼少期を満州で過ごす。堀内家は代々医者の家系で3人の男兄弟はみな医者になっている。
東京都立日比谷高等学校を経て、1964年多摩美術大学テキスタイル科卒業。1966年ミシガン州のクランブルック・アカデミー・オブ・アート修士課程を修了。その後、ニューヨークのデザイン事務所でインテリア・ファブリック・デザイナーとして2年間勤務する。
1968 年、ニューヨーク近代美術館で開催された「ウォール・ハンギング展」に出品。ジョージア大学で教鞭を取った後、1970年に帰国。帰国後、友人の坂倉ユリ（文化学院創設者・西村伊作の次女で建築家・坂倉準三の妻）に誘われ文化学院の教壇に立つ。翌1971年、友人のアーティストと「細胞」をテーマに展覧会を開いた。
1977年の「第3回彫刻の森美術館大賞展」に《樹林の内包する空気》を、同年「今日の造形＜織＞－アメリカと日本－」展に《浮上する立方体の内包する空気》を出品。これらは、布という素材の物質性に着目する中で「布の本質は空（間）である」という結論に達し、糸そのものではなく糸と糸が交わってできるすき間、その関係性が布を構成していることを提示する作品であった。
同じ頃、子供たちが遊んでうねりが発生することで完成するカラフルなネットの「集団ハンモック」も手がけ始めた。1979年、沖縄平和祈念公園で高野文彰と協働制作したハンモックの遊具を初めて発表し、高い評価を受ける。翌年、｢手で触れ体で遊べる子供達のための彫刻｣として箱根 彫刻の森美術館に《ネットのお城》を制作、子ども達の人気を得た。
1989年に夫の故郷、カナダ・ノバスコシア州ブリッジタウンに移住し、1990年夫婦でインタープレイ・デザイン・アンド・マニファクチュアリング社を設立。「布の特色が最大限に生かされる創造物とは、単に造形や色が目を喜ばせるのではなく、身体全体を素材にゆだねることによって楽しむことができる作品」として、世界各地でプレイ・スカルプチャーを制作している。
代表作《ネットの森（贈り物　未知のポケット 2）》（箱根 彫刻の森美術館、2009年。建築家・手塚貴晴＋手塚由比とのコラボレーション作品）は、2010年こども環境学会賞デザイン賞と2013年第7回キッズデザイン賞を受賞した。
2016年、堀内ほか3人のテキスタイル・アーティストを取り上げたドキュメンタリー映画『YARN 人生を彩る糸』（ウナ・ローレンツェン監督）が製作された。

## 日本国内のプレイ・スカルプチャー
- 立川・国営昭和記念公園「虹のハンモック」(1990)
- 山梨・豊富シルクの里公園「スペースネット」(1994)
- 富士山こどもの国「クモの巣ネット」(1998)
- 札幌・国営滝野すずらん丘陵公園「虹の巣ドーム」(2000-10)
- 箱根・彫刻の森美術館「ネットの森」(2009)